# Dead Man’s Bones
Dead Man's Bones (pol. Kości Umarlaka) – amerykański duet rocka głównie gotyckiego i darkwave założony przez popularnego aktora Ryana Goslinga i jego przyjaciela Zacha Shieldsa w 2007 roku w Los Angeles. Ich debiutancki album, Dead Man's Bones, ukazał się 6 października 2009 roku nakładem ANTI- Records. Płyta jest efektem współpracy z Silverlake Conservatory Children's Choir — chóru dziecięcego założonego przez Flea – basistę zespołu Red Hot Chili Peppers również pochodzącego z Los Angeles w Kalifornii. Gosling występuje w projekcie pod pseudonimem „Baby Goose” (Gąska).    

## Historia
Początki istnienia zespołu sięgają roku 2005 gdy Gosling z Schieldsem poznali się w Toronto. Ze względu na fakt, że każdy z nich spotykał się w tym czasie z jedną z dwóch sióstr, skazani byli mimowolnie na swoje towarzystwo. Początkowa wzajemna niechęć ustąpiła miejsca przyjaźni, gdy podczas rozmów okazało się, że obaj są miłośnikami tematyki duchów i potworów,  a przede wszystkim wielkimi pasjonatami jednej z atrakcji Disneylandu, tunelu strachu Haunted Mansions. Ich pasja tą tematyką była na tyle silna, że Zach jako dziecko poddawany był terapii na tym tle, natomiast rodzice Ryana podjęli decyzję o wyprowadzce z domu jego dzieciństwa, uznając że dom w którym mieszkają jest nawiedzony. Wkrótce postanowili wspólnie napisać kilka historii miłosnych w klimatach horroru, docelowo planowali nawet stworzyć musical, ale po oszacowaniu swych możliwości uznali, że najlepszym rozwiązaniem będzie tworzenie muzyki w tym klimacie.  
Gdy zapadła decyzja o założeniu zespołu muzycznego, uznali, że wykonają sami całą muzykę na płytę, grając osobiście na wszystkich instrumentach, nawet na takich, z jakimi nigdy wcześniej nie mieli do czynienia. Postawili sobie również pewne ograniczenia, starając się nie korzystać z technologicznych ułatwień pozwalających np. synchronizować instrumenty podczas nagrywania, uznając, że właśnie pewne niedoskonałości ich utworów ukazują dopiero prawdziwą siłę muzyki.  
25 Grudnia 2008 roku grupa opublikowała teledysk oraz darmowy download utworu In The Room Where You Sleep, a 4 kwietnia 2009 kolejne video do swojego utworu zatytułowanego Name In Stone. Publikacja ta ukazała się na MySpace i YouTube.      
Debiutancki album grupy zatytułowany od nazwy zespołu po prostu Dead Man's Bones, ukazał się 6 października 2009 roku. Album, w nagraniu którego udział wzięli też członkowie chóru dziecięcego Silverlake Conservatory Children's Choir, wydany został nakładem ANTI- Records. Producentem został Tim Anderson znany z zespołu Ima Robot.       
Po wydaniu albumu Gosling i Shields odbyli tournée po Ameryce Północnej na okoliczność Halloween 2009. W trasie tej udział wzięli też członkowie lokalnych chórów z miejscowości położonych na trasie koncertowej oraz uczestnicy rozmaitych talent show. Każdy członek towarzyszącego chóru został tak dobrany by przypominać oryginalne dzieci z Silverlake Conservatory Children's Choir z którymi został nagrany album. W roku 2010 ukazały się dwa kolejne materiały video do utworów: Dead Hearts oraz Pa Pa Power.      
Muzyka zespołu wykorzystana została we francuskim filmie La Bataille de Solférino z 2013 roku, wymieniony jest w końcowych napisach filmu utwór Lose Your Soul. Z kolei utwór In the Room Where You Sleep został wykorzystany w ścieżce dźwiękowej amerykańskiego horroru Obecność.
W roku 2012 zespół zaprzestał działalności, jednakże nigdzie nie została opublikowana informacja o zakończeniu istnienia.

## Styl muzyczny
Muzyka zespołu jest trudna do jednoznacznego sklasyfikowania. Utrzymywana w klimacie horroru i makabry zaliczana jest do rocka gotyckiego lub wręcz do horror gothic biorąc pod uwagę oprawę wizualną. Prócz instrumentów, w nagraniach występują takie dźwięki jak szelest folii aluminiowej, skrzypiące drzwi, kroki, dźwięki gwałtownie dartego papieru, krzyki, płacz, wycie wilkołaka, dźwięki wytwarzane przez łodzie, świerszcze, itp Sam zespół przyznaje się do inspiracji takimi artystami jak The Shangri-Las, The Shaggs, The Cure, Company Flow, Sam Cooke, The Misfits, James Brown, Bobby Vinton, Joy Division, The Andrews Sisters czy Daniel Johnston.  

## Skład zespołu
- Ryan Gosling – wokal, pianino, gitara, gitara basowa
- Zach Shields – wokal, perkusja, bębny, gitara

## Dyskografia
- 2009 – In The Room Where You Sleep (promo) ANTI-
- 2009 – Dead Man's Bones (album) ANTI-